# Десмонд Пайпер
Десмонд Пайпер (англ. Desmond Piper, 11 жовтня 1941) — австралійський хокеїст на траві.
Срібний призер Олімпійських Ігор 1968 року, бронзовий призер 1964 року, учасник 1972 року.